# Szałkowo
Szałkowo – wieś w Polsce położona w województwie warmińsko-mazurskim, w powiecie iławskim, w gminie Iława.
W latach 1975–1998 miejscowość administracyjnie należała do województwa olsztyńskiego.
Wieś położona nad jeziorem Jeziorak o ok. 3 km na północ od Iławy.